# Freedom Trail

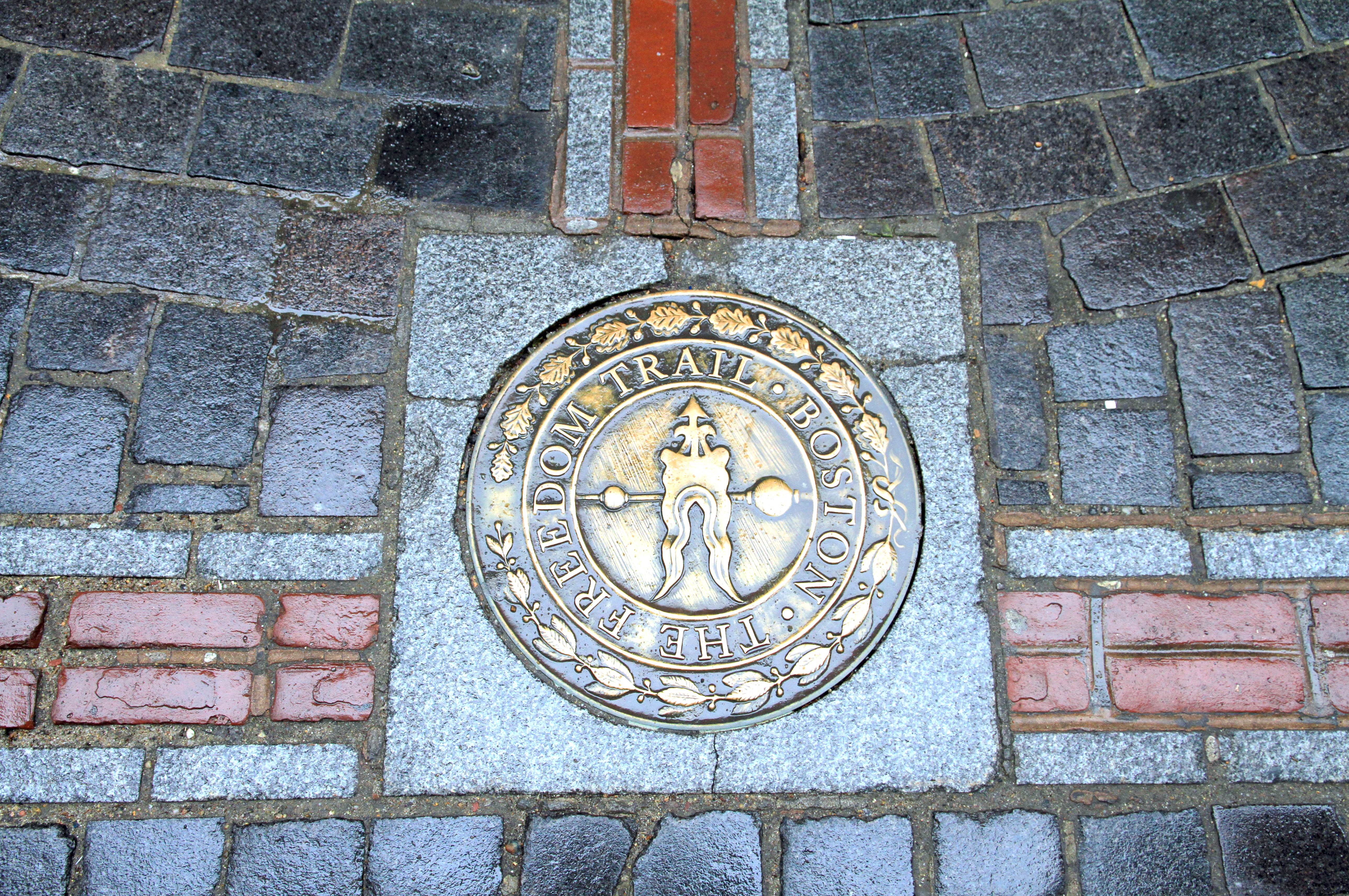
Plakkaten en bakstenen in het trottoir geven de route van de Freedom Trail aan.

De Freedom Trail is een geschiedkundige wandeling door het stadscentrum van de Amerikaanse stad Boston (Massachusetts).
Het pad is vier kilometer lang en passeert langs 16 locaties van nationaal historisch belang, zoals de Boston Common, het Old State House en de Old North Church. De route is grotendeels aangegeven in rode baksteen op trottoirs. De Freedom Trail ontstond als idee van William Schofield, een lokale journalist die in 1951 voorstelde om belangrijke trekpleisters door een voetgangersroute met te elkaar verbinden. Het idee werd goed onthaald door burgemeester John Hynes.
De route meandert door het Boston National Historical Park. In Faneuil Hall houdt de National Park Service een bezoekerscentrum open voor bezoekers van de Freedom Trail.
Hieronder de volledige lijst van de 16 locaties.
1. Boston Common
2. Massachusetts State House
3. Park Street Church
4. Granary Burying Ground
5. King's Chapel en King's Chapel Burying Ground
6. Benjamin Franklin standbeeld en voormalige locatie van de Boston Latin School
7. Old Corner Bookstore
8. Old South Meeting House
9. Old State House
10. Site of the Boston Massacre
11. Faneuil Hall
12. Paul Revere House
13. Old North Church
14. Copp's Hill Burying Ground
15. USS Constitution
16. Bunker Hill Monument